# Live at Birdland West
Live at Birdland West è un album del sassofonista jazz americano Gerald Albright, pubblicato nel 1991.

## Tracce
1. Impressions – 5:34
2. Georgia on My Mind – 9:05
3. Softly at Sunrise – 6:53
4. Too Cool – 9:21
5. 'c Jamm' Blues – 5:51
6. Limehouse Blues – 5:15
7. Melodious Thunk – 5:14
8. Bubblehead Mcdaddy – 7:12
9. Boss of Nova – 6:30
10. My One and Only Love – 5:28